# Jan I. Bourbonský
Jan I. Bourbonský (1381–1434) byl vévoda bourbonský a vévoda z Auvergne, hrabě z Forezu, Clermontu, Isle-Jourdain a Montpensieru.

## Život
Narodil se jako nejstarší syn Ludvíka II. Bourbonského a Anny z Auvergne. Skrze svou matku Jan zdědil hrabství Forez. Roku 1400 si v Paříži vzal svou neteř Marii, která byla dcerou Jana, vévody z Berry, po němž zdědil titul vévody z Auvergne.
Během občanské války mezi Burgunďany a Armagnaky v letech 1407–1435 se postavil proti Burgunďanům. Byl zajat v bitvě u Azincourtu a zemřel uvězněný v Londýně navzdory tomu, že zaplatil několikrát výkupné a slíbil podpořit anglického krále jako krále Francie.